# Piero Coccia
Piero Coccia (ur. 4 grudnia 1945 w Ascoli Piceno) – włoski duchowny katolicki, arcybiskup Pesaro w latach 2004–2022.

## Życiorys
Święcenia kapłańskie otrzymał 25 listopada 1972 i został inkardynowany do diecezji Ascoli Piceno. Pracował duszpastersko na terenie diecezji, był także m.in. duszpasterzem organizacji młodzieżowych, dyrektorem diecezjalnego instytutu nauk religijnych, a także wykładowcą uczelni w Ankonie.
28 lutego 2004 papież Jan Paweł II mianował go ordynariuszem archidiecezji Pesaro. Sakry biskupiej udzielił mu w rodzinnym mieście 24 kwietnia 2004 ówczesny prefekt Prefektury Ekonomicznych Spraw Stolicy Apostolskiej - kard. Sergio Sebastiani. Ingres odbył się 30 maja 2004.
W dniu 12 marca 2022 papież Franciszek przyjął jego rezygnację z funkcji arcybiskupa Pesaro i mianował nowym arcybiskupem Sandro Salvucci.